# Amanda Martin
Amanda Martin est une personnalité politique et syndicaliste britannique, membre du Parti travailliste. Elle est députée de Portsmouth Nord depuis 2024.
Elle enseigne pendant 24 ans et devient présidente du Syndicat national de l'éducation (en) . Elle est gouverneure dans plusieurs écoles locales et administratrice dans des organisations comme le Musée national de l'éducation.
En 2024, Amanda Martin est élue députée de Portsmouth Nord, succédant à Penny Mordaunt.

## Biographie
Amanda Martin grandit à Portsmouth dès de l'âge de 10 ans.
Amanda Martin consacre 24 ans à l'enseignement tout en défendant activement l'éducation et les droits des femmes, ce qui la conduit à devenir présidente du syndicat des enseignants, le Syndicat national de l'éducation (en). Au cours de sa carrière, elle occupe plusieurs postes de gouverneure dans des écoles locales, comme à l'école primaire Copnor, l'école Springfield, et lors de la fusion des écoles Futcher et East Shore pour créer The Mary Rose School. Elle est également administratrice dans diverses organisations, telles que le Musée national de l'éducation et le Portsmouth Supporters Trust.
En 2024, Amanda Martin est élue députée de Portsmouth Nord avec 14 495 voix, prenant le siège de Penny Mordaunt,.
Amanda Martin est mère de trois fils.